# Bantega
Bantega (Fries: Bantegea; Stellingwerfs: Bantege) is een dorp in de gemeente De Friese Meren, in de Nederlandse provincie Friesland.
Het ligt ten oosten van Lemmer en ten zuiden van Echten. In 2023 telde het dorp 700 inwoners. Onder het dorp valt grotendeels de buurtschap Schoterzijl.

## Geschiedenis
Tot 1 januari 2014 behoorde Bantega tot de gemeente Lemsterland. Bantega was het jongste dorp van de gemeente Lemsterland. Na de Tweede Wereldoorlog werd de buurtschap Echtenpolder omgedoopt tot het dorp Bantega. De naam is afgeleid van Bant, een plaats die in 1413 was weggespoeld door de Zuiderzee, mogelijk hebben daarna nog enkele huizen gestaan totdat deze ook verdwenen, in de 15e of 16e eeuw.
Uit archeologisch onderzoek bleek dat tussen 8000 - 4000 voor Christus drie jagers een kampement hadden op de plaats waar nu Bantega ligt.
De huidige plaats is ontstaan in de Veenpolder van Echten in de loop van de 18e en begin 19e eeuw. In deze polder ontstond er op meerdere plekken bewoning. Sommige groeide uit tot een buurtschap zelf. Daarvan was een tijdje De Kooisloot de grootste, vernoemd naar de eendenkooi dat al in 1718 werd vernoemd. In het begin van de 20ste eeuw groeide Middenvaart en Otterweg groter. De overkoepelde benaming van deze buurt(schappen) was Echtenpolder totdat het hernoemd werd tot Bantega.
De kern van de plaats werden de buurten Middenvaart en Broeken (Middenweg). De weg Middenvaart werd hernoemd naar Bandsloot. Hoewel de kern wat gegroeid is, met name aan de Middenweg, bestaat het dorp buiten de kern nog altijd uit de verschillende buurten. Alleen De Kooiplaats wordt soms nog als een eigen buurtschap vernoemd, maar globaal genomen beschouwt men het als een van de buurten van het dorp Bantega. Het dorp heeft zo een zeer open karakter.

## Klokkenstoel
Op de begraafplaats staat ook een van de klokkenstoelen in Friesland.

## Sport
Tot 1976 kende het dorp een eigen voetbalvereniging, SC Bantega. Door een fusie met v.v. Eastersé is het een gedeelde voetbalvereniging geworden, VV EBC die gevestigd is in Oosterzee.

## Cultuur
Sinds 2008 kent het dorp een eigen koor, het Zangkoor Sjongersnocht.

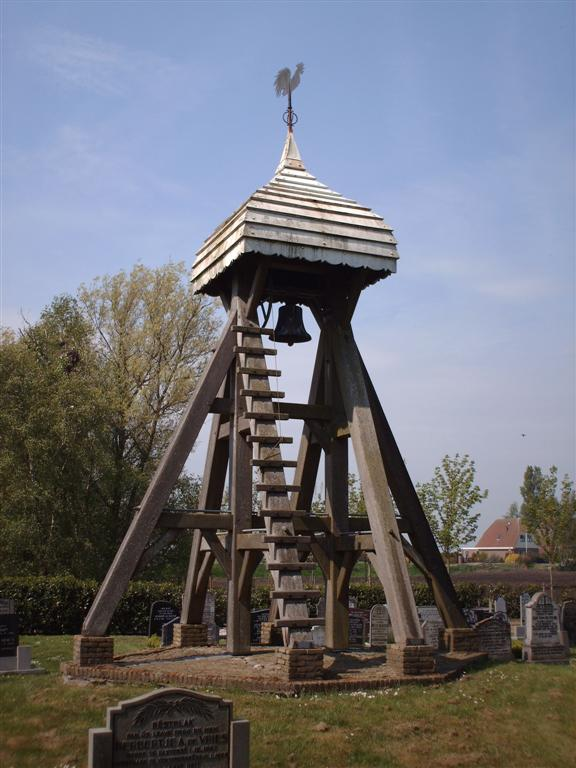
Klokkenstoel van Bantega
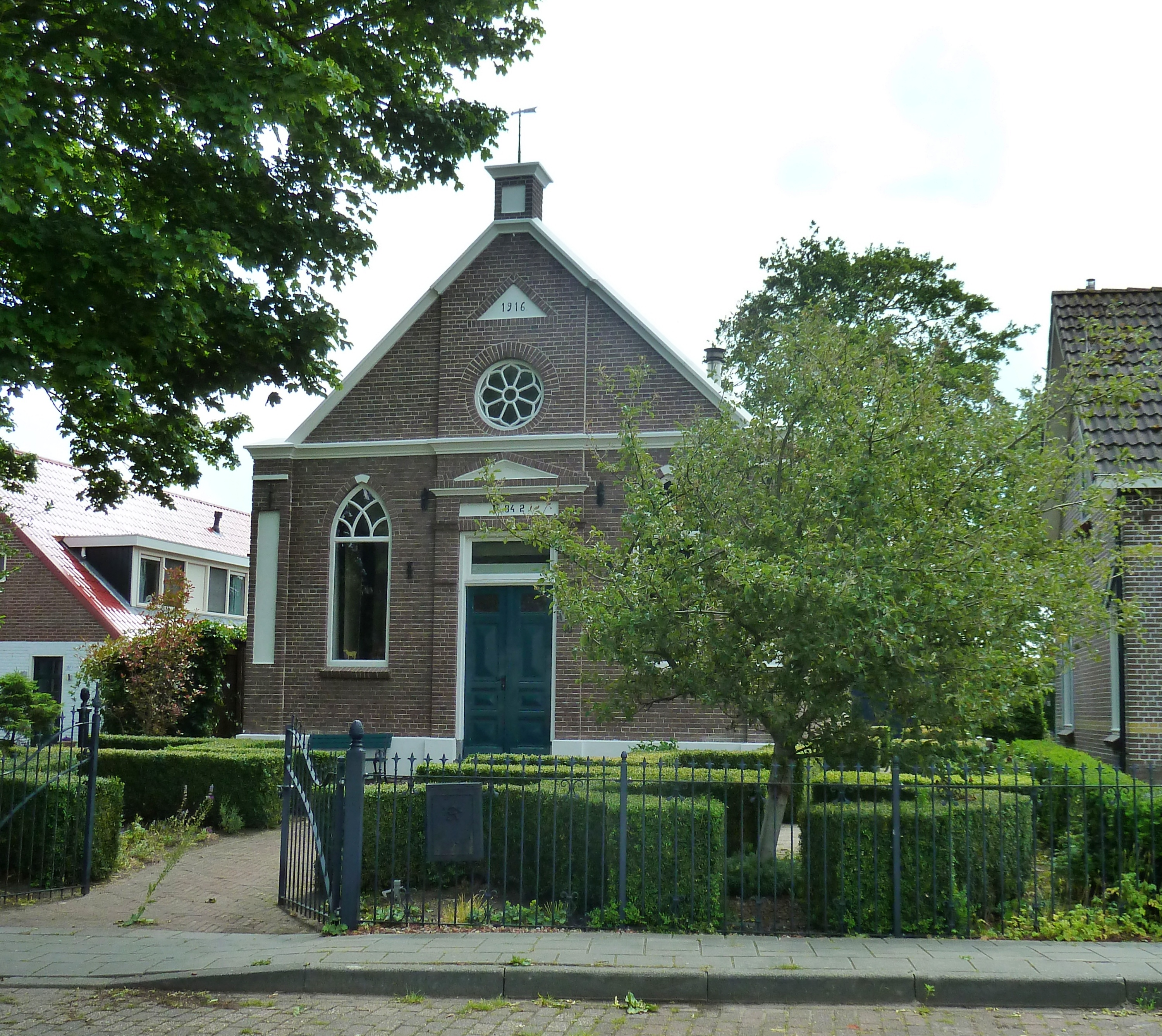
Voormalige hervormde kerk
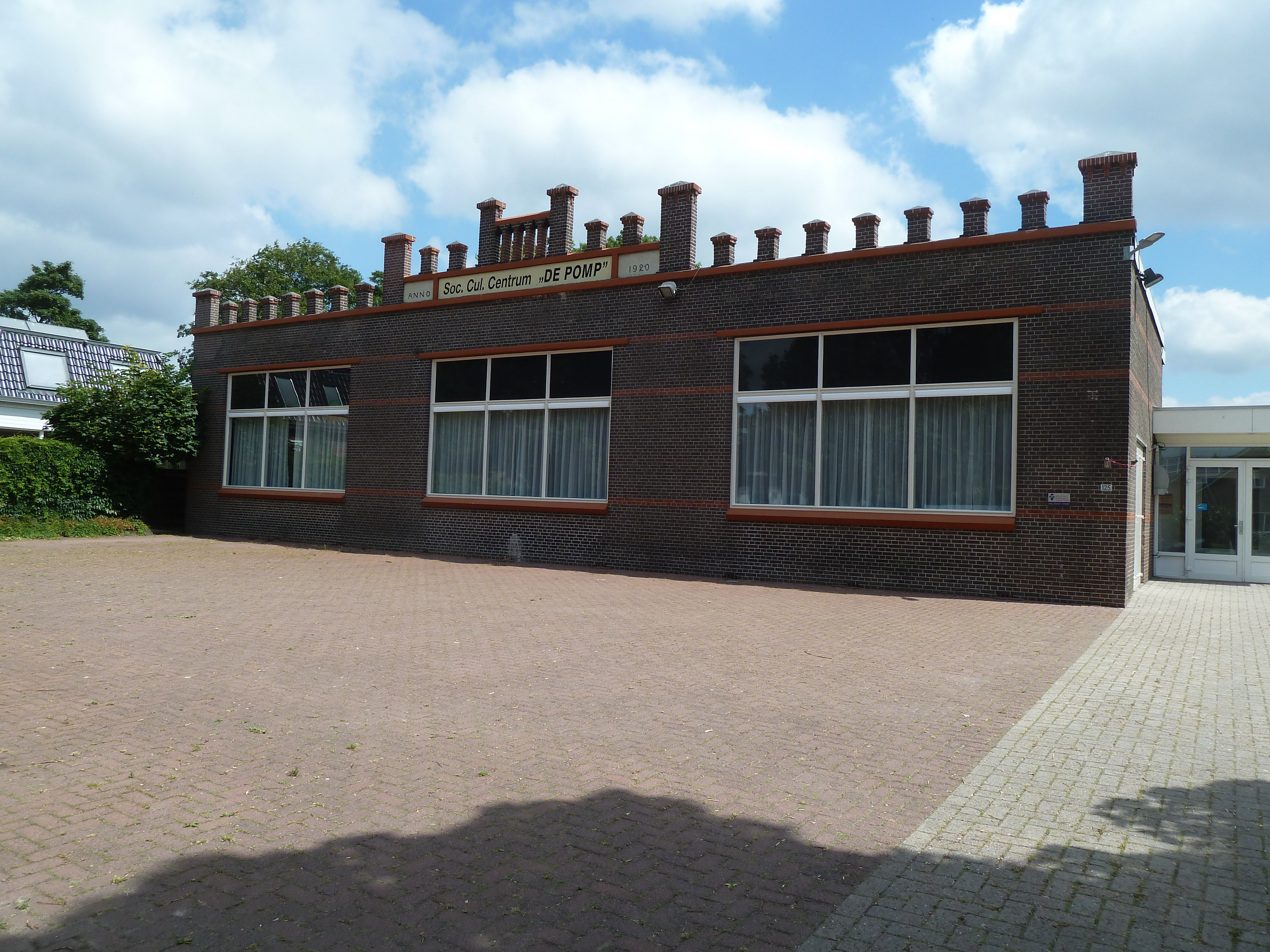
Cultureel Centrum De Pomp
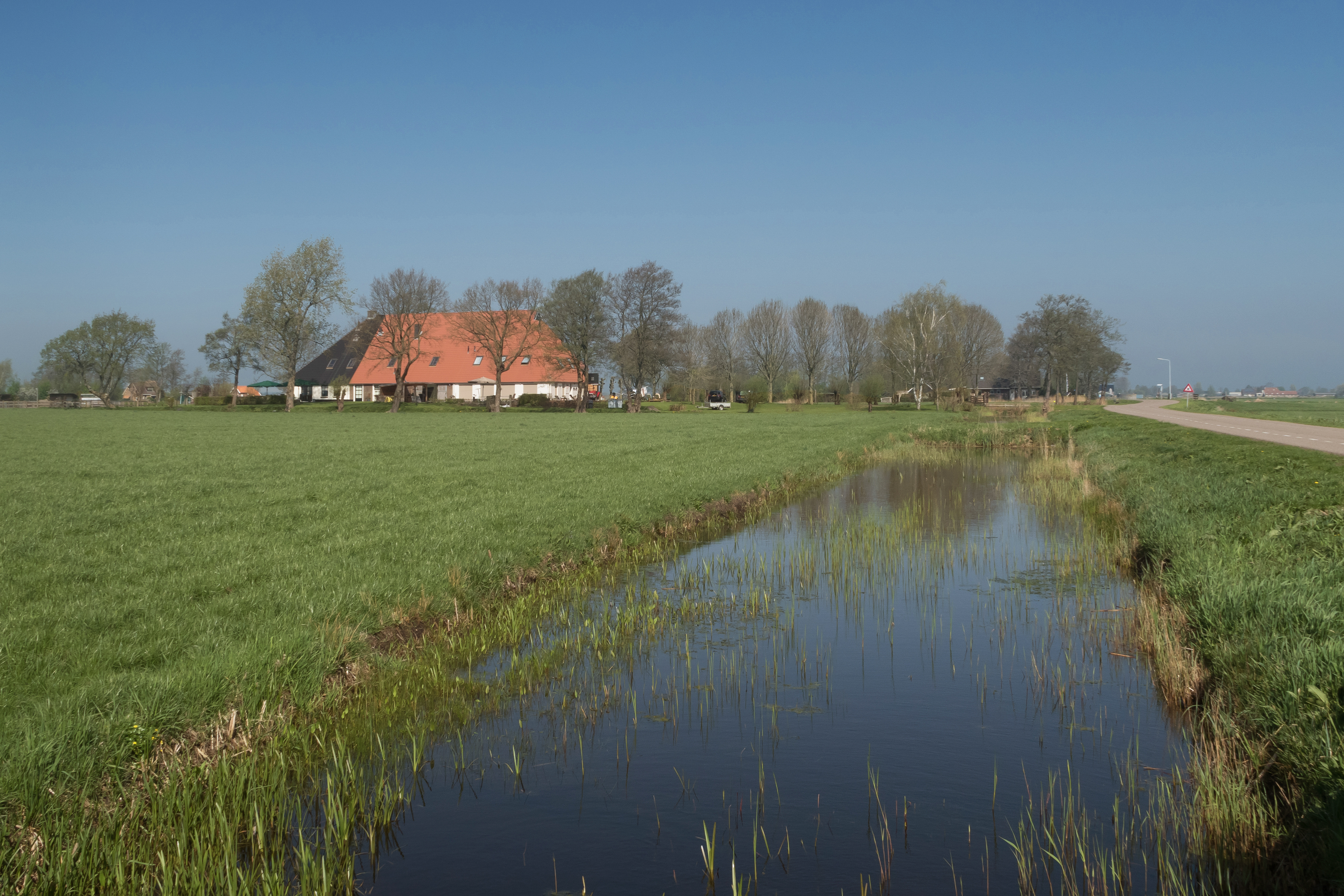
Uitzicht op de Middenweg

## Geboren in Bantega
- Sjinkie Knegt (1989), shorttracker